# Mariana Silva (fadista)
Mariana Silva (Lisboa, 7 de outubro de 1933 – Lisboa, 18 de agosto de 2021) foi uma fadista portuguesa.

## Biografia
Nasceu na freguesia de Santa Engrácia e começou a cantar com a idade de 10 anos, no Salão Monumental, na Rua Carvalho Araújo, sendo então conhecida como "A miúda do Alto do Pina".
Na 1.ª página da revista Ecos de Portugal, de 1 de maio de 1948, exibe-se a foto da "juvenil cantadeira" salientando-se que, embora contando apenas 14 anos, "está autorizada pela Inspecção Geral dos Espectáculos a cantar", autorização excecionalmente dada, na altura, pelo Coronel Óscar de Freitas, mas com uma restrição: a pequena cantadeira só podia permanecer nas casas de espetáculo até às 23 horas.
Cantou durante mais de 50 anos, na maior parte das casas de fado do país como Marialvas, Solar do Marceneiro, Patrício, Adega Mesquita, Adega Machado, Lisboa à Noite, Forcado, Viela ou Márcia Condessa.
Atuou também no estrangeiro, nomeadamente em França (Versailles e Paris), Bélgica, Alemanha e Holanda.
Com cerca de 16 anos, gravou o primeiro disco, para a etiqueta Estoril, tendo gravado posteriormente para outras editoras como a Rapsódia, Alvorada ou Orfeu.
Reconhecida estilista de fado, ganhou o título de "Rainha do Fado Menor", em 1952. 
Quando se retirou, em 1999, fazia parte do elenco da Parreirinha de Alfama, a casa de fados/restaurante pertencente a Argentina Santos, casa cujo elenco já tinha integrado nos anos cinquenta. Na altura também faziam parte do elenco Berta Cardoso, Lina Maria Alves e Júlio Vieitas, sendo então propriedade de Alberto Rodrigues, que também escreveu letras para fados.
Do seu vasto repertório, os seus maiores êxitos terão sido os fados: 
- "A Minha Sina", de Henrique Rego e Alfredo Marceneiro;
- "Erva da Rua", de J. Linhares Barbosa e Armandinho;
- "A Sina das Marianas", de J. Linhares Barbosa e J. António Sabrosa;
- "Santa Mãe", de J. Linhares Barbosa e A. Marceneiro;
- "Amar Não É Pecado", de Moita Girão e Pedro Rodrigues.

Morreu a 18 de agosto de 2021, em Lisboa, aos 87 anos.

## Reconhecimento
Foi uma das 50 figuras do fado e da guitarra portuguesa homenageadas, em 2012, aquando da celebração do primeiro aniversário do fado enquanto Património Imaterial da Humanidade, tendo nessa altura recebido a Medalha Municipal de Mérito (Grau Ouro), da cidade de Lisboa. 

## Discografia
Entre a sua discografia encontram-se: 
- Mariana Silva - Colecção Fados do Fado n.º 9 (1998, CD, Movieplay)[8]

- Fado: Sempre! Ontem, Hoje e Amanhã = Always! Yesterday, Today and Tomorrow (2008, CD, iPlay) Tema: "Renascimento (Fado menor)"[9]
- Os Fados da Alvorada, vol. 3 (2009, CD, Movieplay Portuguesa) Tema: "Quem me dera ser velhinha (Fado corrido)"[10]